# ماريا فيرمينا دوس ريوس
ماريا فيرمينا دوس ريوس  (بالبرتغالية: Maria Firmina dos Reis‏)(11 أكتوبر 1825 - 11 نوفمبر 1917)  إحدى الكاتبات البرازيليات بل وتعد من أهم الكتاب في القرن التاسع عشر الميلادي، وتعد روايتها أورسولا (Úrsula) من أهم الروايات التي عبرت عن حياة البرازيليين ذوو الأصول الأفريقية تحت ظل العبودية.

## الحياة والعمل
ولدت ماريا فيرمينا دوس ريوس في بلدة ساو لويس، مارانهاو. وعند بلوغها سن الخامسة، انتقلت مع والدتها وعائلتها إلى فياماو حيث تلقت تعليمها المدرسي. في عام 1847، وحصلت على منحة دراسية
لإكمال دراستها وذلك لتفوقها وتميزها الدراسي في كاريدا بريميراسو كانت تلك الدراسة بمثابة البداية 'التي أُعدت لها أن تصبح معلمة. «وقالت أنها حافظت على مهنتها» حتى تقاعدها في عام 1881". "في سن الخامسة والخمسين أسست مدرسة للأطفال الفقراء.
في عام 1859 قامت ماريا بنشر أول رواية خاصة بها (رواية أورسولا) وفي نفس العام نشرت هارييت ويلسون رواية لها بعنوان (لدينا مجموعة الصناعات الوطنية) ).
| ” | أورسولا، هي الشخصية الرئيسية في الرواية ، وتحكي عن فتاة جميلة وضعيفة ، يقع في حبها إثنين من الرجال أحدما شخص جيد والآخر شخص شرير . وكان متوقع بالقصة أن تقع أورسولا في حب الشخص الجيد. ولكن اختلفت الأحداث وأصبحت ضحية الشخص الشرير ، وضحية قسوته أيضا . وهنا تحصد أورسولا نتاج اختياراتها الخاطئة، وهنا تبدأ ريس في إيضاح فكرتها عن أنه كلما ابتعدت النساء والعبيد عن الخط الأبوي والقواعد المفروضة عليهم كلما وقعوا في الخطأ وتم رفضهم من قبل المجتمع تعرضوا للعقاب . وهذا اتضح من خلال تصوير شخصية أورسولا ووالدتها وبعض الإماء . وهذه الصورة تد صورة تاريخية واضحة للبرازيل في وقت الإستعمار المستعمرة | “ |

قامت ماريا فيرمينا دوس ريس بكتابة وتأليف العديد من القصائد الشعرية والقصص القصيرة. وبينما كانت لا تزال في العشرينات من عمرها بدأت في التعاون مع العديد من الصحف المحلية في مسقط رأسها في ساو لويس، وهذا النشاط استمر لسنوات كثيرة. قامت فيها بنشر العديد من اعمالها. "وقالت أيضا" كتب حميم، اليوميات السوداوي التي يرجع تاريخها من 1853 إلى 1903 وقد كتبت في العديد من الموضوعات الدينية، بالإضافة لمواضيع إنكار الذات، والموت، وتكرر حالات الانتحار ". وفي عام 1975 من قبل علماء البرازيلي أنطونيو دي أوليفيرا وناسيمنتو فيلهو مورايس وتم إعادة طبع رواية أورسولا في 1975 في طبعة الفاكس.
.
قيل عنها
بأنها " امرأة سوداء متميزه حرة داخل المجتمع العبودي الاستعمارية في القرن التاسع عشر"، ماريا فيرمينا دوس ريوس "تبرز لأنها كانت جدا جيدا تعليم والخصم القوي من العبودية". وتعتبر فجر دوق مماريا فيرمينا دوس ريوس، جنبا إلى جنب مع الكاتب الكوبي ماريا Jova Damasa بارو "، كما السلائف البارزة إلى خط مميز من النساء اللاحقة الكتاب" في السياق الأمريكي الأفرو اللاتينية. "هوراسيو دي ألميدا يعتقد ماريا فيرمينا دوس ريوس لتكون أول امرأة الكاتب البرازيلي منذ ذلك الحين لويزا لوبو وعارض الادعاء من خلال تقديم آنا يوريديس يوفروسيني الدرابزين من بورتو أليغري كأول الروائي البرازيلي الإناث"، ولكن "قيمة رمزية على المدى الطويل ماريا فيرمينا دوس ريوس الرواية فقط أورسولا (1859) تقع في تمييز لها كما أن العمل الذي يؤسس لوعي أدبي الإناث الأفرو-البرازيلي. "لريتا تيريزينها شميت،"ماريا فيرمينا دوس ريوس تسجيل صوت الأسود في بناء مواطن الذوات توليد تحدد ما هومي بهابها باعتبارها رواية مضادة للأمة أن "باستمرار استحضار ومحو الحدود الشمولي ITS - كلا الحالية والمفاهيمية - مناورات الأيديولوجي من خلال تخل تلك التي تعطى هويات جوهرية" مجتمعات متخيلة "".
حصلت في بلدها على درجة الدكتوراه في أطروحة، الحياة بين الحي الميت، كارولين كندريك-الكانتارا (2007) يحلل «القوطية كما خطاب إلغاء عقوبة الإعدام قوية في البرازيل وكوبا من خلال [لها] قراءات ماريا فيرمينا دوس ريوس» أورسولا وغيرتروديس غوميز دي أفيلانيدا وساب أرتياغا ل ″.

## السيرة الشخصية

### كتابة ماريا فيرمينا دوس ريوس
- أورسولا «، البرازيلية الأصل الرومانسية، أوما Maranhense». ساو لويس: Typographia بروجرسو، 1859. 199 صفحة.

**فاكس: مارانهاو: Governo القيام استادو. 2nd طبعة، 1975، مع مقدمة من هوراسيو دي ألميدا. OCLC 2403003
- جيبيفا، «الرومانسية البرازيلية انديانيستا». نشرت في O جارديم دوس Maranhenses، 1861-1862.

وقد نشرت هذه الرواية في عام 1863 في مجلة بورتو ليفر وكذلك في الاستعراض الأدبي ايكو دا جوفنتود.
Transcripted في: FILHO، خوسيه ناسيمنتو مورايس. مماريا فيرمينا دوس ريوس - شظايا اتحاد المغرب العربي من الحياة. مارانهاو: ايمبيرمسا لا جوفيرنو القيام مارانهاو، 1975. OCLC 762780691
- آسكارفا. القصة التي نشرت في مجلة Maranhense، تقرير وطني. 3 1887.

نشرت في: FILHO، خوسيه ناسيمنتو مورايس.ماريا فيرمينا دوس ريوس - شظايا اتحاد المغرب العربي من الحياة. مارانهاو: Imprensa لا Governo القيام مارانهاو، 1975. OCLC 762780691
- مقطع من قصيدة طويلة بيرا مارس الشعر. ساو لويس دو مارانهاو: Typographia القيام بيز. طبع من قبل «M.F.V. بيريس»، 1871. OCLC 420181658

الطبعة الثانية، الفاكس، خوسيه ناسيمنتو فيلهو مورايس: ريو دي جانيرو: غرناطة، 1976. OCLC 494335967
- هينو دا Libertação دوس إسكرافوس. 1888.
- شاركت ماريا فيرمينا دوس ريوس في مختارات من الشعر maranhense بارناسوس: collecção الشعر، الذي حرره فلافيو Reimar وأنطونيو ماركيز رودريغز.
- نشرت القصائد في المجلات الأدبية ما يلي: الفيدرالية. Pacotilha. دياريو دو مارانهاو. مجلة Maranhense. يا بلد. أو دومينغو. بورتو ليفر. يا جارديم دوس Maranhenses. Semanário Maranhense. بيئة دا جوفنتود. تقويم Brasileiras Lembranças. وVerdadeira Marmota. الناشر Maranhense. و A Imprensa.

### مختارات من كتابات ماريا فيرمينا دوس ريوس
- الزيرا روفينو. Nilza Iraci. روزا ماريا بيريرا. أسود تاريخ MULHER تيم. سانتوس، SP: Coletivo من MULHERES دا بايكسادا Santista السود، في جميع أنحاء 1986. OCLC 22776073 [13]
- سوزا Dorea، ألفريدو (1995)، «ماريا Firmina دوس ريس، MEMORIA الأسود تفعل مارانهاو» Cadernos لا CEAS (سلفادور دي باهيا)، ISSN 0102-9711، OCLC 1490971
- ديوك، الفجر (2008)، «التهجين نصي في ماريا Firmina دوس ريس في» أورسولا "،" العاطفة الأدبي، الالتزام الإيديولوجي: نحو تراث الأفرو-كوبي والأفرو-البرازيلي كاتبات، اسوشيتد جامعة مكابس، ص. 59-75، ISBN 0-8387-5706-5، OCLC 185021522

## روابط خارجية
- Maria Firmina dos Reis at كتب جوجل